# Ciencia y salud con clave de las Escrituras
Ciencia y salud con clave de las Escrituras, también traducido como Ciencia y salud con la llave de las Escrituras, es un libro escrito por la líder religiosa estadounidense Mary Baker Eddy y publicado por primera vez en 1875. Hasta 2011 el libro fue traducido a 17 idiomas. La edición en español apareció en 1947.
En el libro la autora afirma revelar un método de sanación, transformación y solución sistemática de las circunstancias adversas, que se apoya únicamente en medios espirituales.[cita requerida]

## Argumento
Es la obra más importante de Mary Baker Eddy,[cita requerida] fundadora de la Iglesia de la ciencia cristiana. Su libro es un compendio de sus creencias, y una parte importante de él dedicada a tratar de relacionar la fe y la oración con la supuesta curación de enfermedades, con varios capítulos, por ejemplo el 5, «Animal Magnetism Unmasked», el 6, «Science, Theology, Medicine», y el 7, «Physiology». Su último capítulo, titulado «Fruitage», incluye narraciones de personas que aseguraban haberse curado mediante la oración, inspiradas por Mary Baker Eddy.
El libro es utilizado por los adeptos de esta denominación cristiana como libro de estudio, y leído junto con la Biblia en los servicios religiosos de las iglesias y sociedades repartidos por del mundo. El libro aparece en la lista de los 75 libros escritos por mujeres estadounidenses cuyas ideas cambiaron el mundo (1994), confeccionada por la Asociación Nacional Femenina del Libro —National Women's Book Association—.
Los textos bíblicos que acompañan al libro generalmente son: en inglés, la versión King James y, en español, la versión Reina-Valera, Revisión 1960.

## Derechos de autor
La primera edición fue registrada en 1875 y fue objeto de más de 400 revisiones antes que Eddy muriera en 1910. El registro de derechos de autor fue objeto de varias renovaciones, incluida una hecha por la Junta Directiva de Christian Science en 1934.
En diciembre de 1971 el Congreso extendió el copyright de la obra por 75 años mediante la ley de Derecho Privado 92-60; sin embargo, esta extensión fue declarada inconstitucional en 1987 en el caso United Christian Scientists v. Christian Science Board of Directors, First Church of Christ, Scientist por el juez federal Thomas Penfield Jackson en decisión luego confirmada por la Corte Federal de Apelaciones del Distrito de Columbia. El pedido había sido formulado por un grupo disidente de Christian Science para publicar su propia versión del texto de Mary Baker Eddy y la resolución se basó en que mediante un procedimiento no usual la norma le otorgaba a una entidad religiosa una protección de los derechos de autor distinta de la que regía en general y en una forma que significaba la intervención del estado federal en una disputa religiosa interna acerca de la autenticidad de textos religiosos, por lo que violaba el principio de separación entre la iglesia y el estado. La decisión dejaba abierta la puerta para que se publicaran versiones del libro con modificaciones, como por ejemplo la de Cheryl Petersen